# Данам, Стивен
Стивен Данам Бауэрс (англ. Stephen Dunham Bowers; 14 сентября 1964 — 14 сентября 2012) — американский актёр.
Родился в Бостоне, а детство провёл в Манчестере в штате Нью-Гэмпшир. Его актёрский дебют состоялся в начале 1990-х на телевидении, где у него в дальнейшем были роли в телесериалах «Журнал мод», «DAG», «За что тебя люблю», «Хроника», «Элитное жилье» и «Красотки в Кливленде». На большом экране актёр появился в фильмах «Мумия» (1999), «Траффик» (2000), «Поймай меня, если сможешь» (2002), «Управление гневом» (2003), «Если свекровь — монстр» (2005), «Напряги извилины» (2008) и «Особо опасны» (2012). Его последней ролью стал глава семейства Даг в фильме ужасов 2012 года «Паранормальное явление 4», где снимался вместе с супругой, актрисой Алексондрой Ли, с которой был вместе с 2005 года. 14 сентября 2012 года, в свой 48 день рождения, Стивен Данам скончался в клинике города Бербанк от инфаркта миокарда, который он перенёс парой дней ранее.

## Фильмография
| Год       |     | Русское название                 | Оригинальное название             | Роль                      |
| --------- | --- | -------------------------------- | --------------------------------- | ------------------------- |
| 1990      | с   | Гранд                            | Grand                             | монтер                    |
| 1995      | кор |                                  | Nonstop Pyramid Action            | Ник                       |
| 1999      | ф   | Мумия                            | The Mummy                         | Хендерсон                 |
| 1999      | с   |                                  | Oh, Grow Up                       | охотник Франклин          |
| 2000—2001 | с   | ДАГ                              | DAG                               | Эдвард                    |
| 2000      | ф   | Ничего святого                   | Nothing Sacred                    | Мэтт                      |
| 2000      | ф   | Траффик                          | Traffic                           | лоббист                   |
| 2002      | с   | Хроника                          | The Chronicle                     | Луис Филлипс              |
| 2002      | тф  | Огненный Ромео                   | Romeo Fire                        | имя персонажа неизвестно  |
| 2002      | с   | Клиника Сан-Франциско            | Presidio Med                      | имя персонажа неизвестно  |
| 2002      | ф   | Поймай меня, если сможешь        | Catch Me If You Can               | пилот                     |
| 2003      | ф   | Управление гневом                | Anger Management                  | метрдотель                |
| 2003      | с   | Журнал мод                       | Just Shoot Me!                    | Андрей                    |
| 2003      | с   | За что тебя люблю                | What I Like About You             | Петр                      |
| 2003      | тф  | Большой широкий мир Карла Лэемка | The Big Wide World of Carl Laemke | имя персонажа неизвестно  |
| 2004      | тф  |                                  | The Deerings                      | имя персонажа неизвестно  |
| 2004      | тф  | Д.О.Т.С                          | D.O.T.S.                          | имя персонажа неизвестно  |
| 2005      | ф   | Если свекровь — монстр           | Monster-in-Law                    | доктор Пол Чемберлейн     |
| 2005      | с   | Элитное жилье                    | Hot Properties                    | доктор Чарли Торп         |
| 2008      | ф   | Напряги извилины                 | Get Smart                         | командир секретной службы |
| 2008—2010 | с   | Тру Джексон                      | True Jackson, VP                  | Чэд Брэкетт               |
| 2009      | с   | Билли Ингвал                     | The Bill Engvall Show             | Дэнни                     |
| 2011      | с   | Красотки в Кливленде             | Hot in Cleveland                  | Абнер                     |
| 2012      | ф   | Особо опасны                     | Savages                           | Шесть                     |
| 2012      | ф   | Паранормальное явление 4         | Paranormal Activity 4             | Даг                       |